# Тибо, Виктор
Виктор Тибо (фр. Victor Thibaud; 8 марта 1867, Париж — 3 мая 1941, Saillans) — французский стрелок из лука, дважды серебряный призёр летних Олимпийских игр 1900.
На Играх 1900 в Париже Тибо соревновался в двух классах — «Кордон доре» на 33 м и «Шапеле» на 33 м. В каждом из них он становился вторым, выиграв в итоге две серебряные медали.